# Camden Toy
Camden Toy (Pittsburgh, 31 maggio 1955 – Los Osos, 11 dicembre 2023) è stato un attore statunitense.

## Biografia
Nato a Pittsburgh (Pennsylvania) nel 1957, Camden Toy divenne conosciuto soprattutto come attore caratterista.
Apparve nell'episodio "L'urlo che uccide" della quarta stagione della serie televisiva Buffy l'ammazzavampiri in cui impersonò uno dei Gentiluomini, e, nella settima stagione, nel ruolo del demone Gnarl in "Stesso posto, stessa ora" e in quello del vampiro Tulakon.
Toy è morto di cancro al pancreas l'11 dicembre 2023, all'età di 68 anni.

## Filmografia parziale

### Cinema
- The Genius, regia di Emily Breer e Joe Gibbons (1993)
- Faith, regia di Emily Weissman (1997)
- My Chorus, regia di Richard E. Doherty– cortometraggio (2000)
- Backgammon, regia di Ziri Rideaux (2001)
- The Works, regia di Gal Katzir (2004)
- Irascible, regia di Ezra Buzzington – cortometraggio (2004)
- All Souls Day: Dia de los Muertos, regia di Jeremy Kasten (2005)
- Outta Sync, regia di Ezra Buzzington (2006)
- The Black Door, regia di Sam R. Balcomb – cortometraggio (2006)
- The Recruited, regia di Miguel Cruz Carretero – cortometraggio (2007)
- The League, regia di Kyle Higgins – cortometraggio (2008)
- Trickery Mimicry, regia di Garrett D. Tiedemann (2008)
- Klikt, regia di Garrett D. Tiedemann (2009)
- Privateer, regia di Nathan Grubbs – cortometraggio (2009)
- Immortally Yours, regia di Joe Tornatore (2009)
- Running Away with Blackie, regia di Lucas Cody Garcia – cortometraggio (2009)
- Mansfield Path, regia di Samuel N. Benavides (2009)
- Vidor, regia di Andrea Franchin – cortometraggio (2010)
- Chromeskull: Laid to Rest 2, regia di Robert Hall (2011)

### Televisione
- Buffy l'ammazzavampiri (Buffy the Vampire Slayer) – serie TV, 6 episodi (1999-2003)
- Angel (Angel) – serie TV, episodio 5x13(2004)
- The Mentalist – serie TV, episodio 1x06 (non accreditato) (2008)
- The Bay – serie TV, (episodi sconosciuti) (2010)

### Montatore
- Betaville, regia di Tom Small (2001) (montaggio addizionale)
- Deeper Mark, regia di Jaya Jayaraja (2002)
- Zen Noir, regia di Marc Rosenbush (2004)
- Irascible, regia di Ezra Buzzington (2004)
- Lightning Bug, regia di Robert Hall (2004) (montaggio addizionale)
- Over Breakfast, regia di Ezra Buzzington (2005)
- USA the Movie, regia di Tony Zierra (2005) (Video) (montaggio addizionale)

### Produttore
- Irascible, regia di Ezra Buzzington (2004)

### Supervisore post-produzione
- Zen Noir, regia di Marc Rosenbush (2004)